# اوزیماندیاس

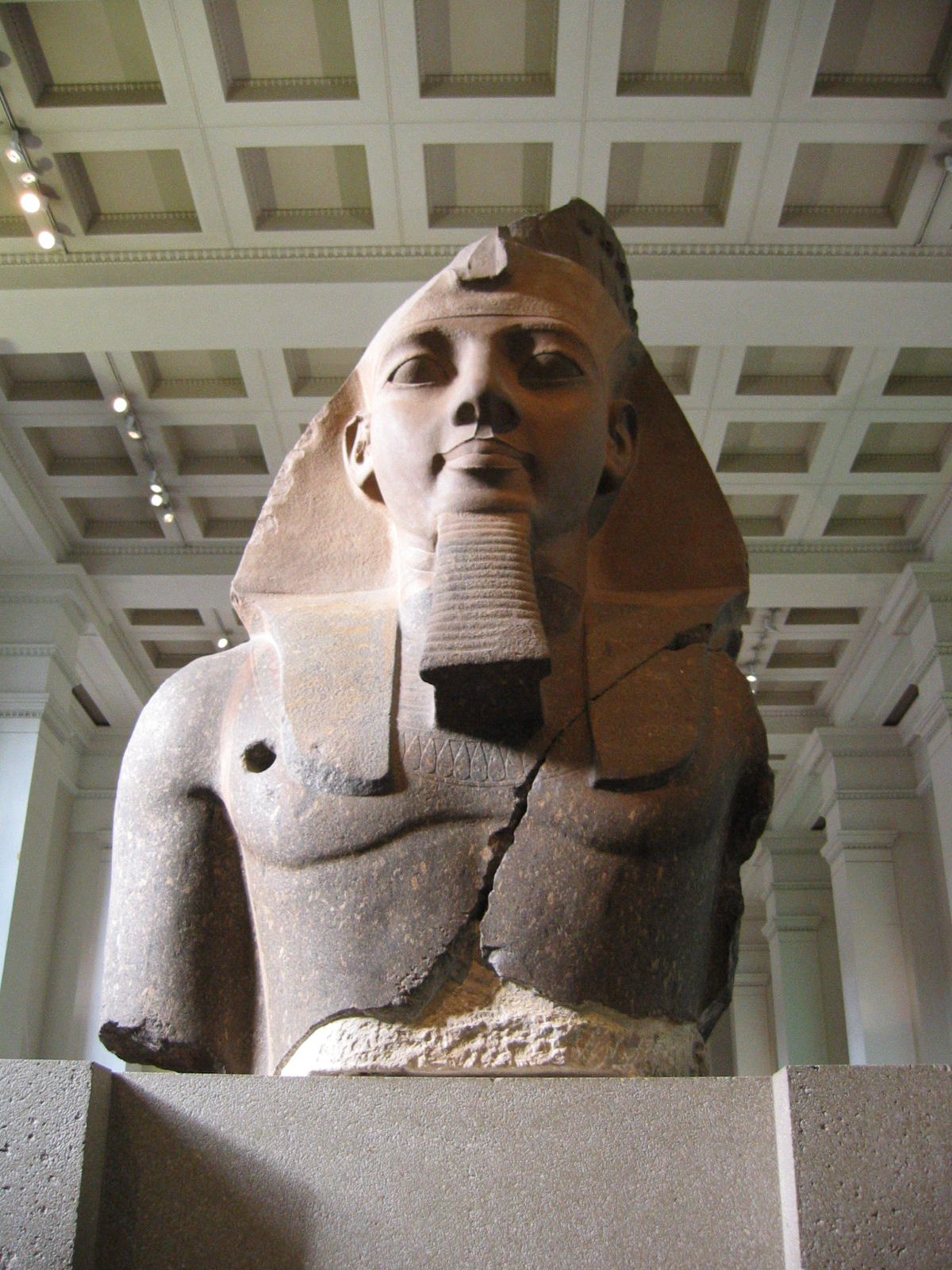
مجسمه ممنون جوان از رامسس دوم در موزه بریتانیا. خبر ورود آن به لندن الهام‌بخش سرودن اشعار اوزیماندیاس بوده‌است.

اوزیماندیاس (Ozymandias)، یک سونت از شاعر رومانتیک انگلیسی، پرسی بیش شلی (۱۷۹۲-۱۸۲۲) است که اولین بار در شماره ۱۱ ژانویه ۱۸۱۸ مجله اکزاماینر لندن به چاپ رسید. سال بعد، این شعر در مجموعه شعرهای کوتاه «رزالیند و هلن» اثر پرسی شلی آمد. در سال ۱۸۱۹ در مجموعه دیگر اشعار و نیز پس از مرگش در ۱۸۲۶ دوباره چاپ شد. این شعر را یکی از برجسته‌ترین اشعار او می‌دانند.
در روزگار باستان، اوزیماندیاس نام دیگر فرعون شناخته‌شده مصر، رامسس دوم بود. پرسی شلی سرودن این شعر را در ۱۸۱۷ شروع کرد، کمی پس از آنکه موزه بریتانیا ادعای حق مالکیت بخش بزرگی از مجسمه رامسس دوم را کرد که متعلق به قرن سیزدهم پیش از میلاد بود و با وزن ۷.۲۵ تن، در سال ۱۸۱۶ در معبد مردگان شهر تبس مصر به‌دست باستان‌شناس ایتالیایی، جیووانی باتیستا بلزونی (۱۷۷۸ - ۱۸۲۳) یافت شده بود. قرار بود این مجسمه را در سال ۱۸۱۸ به انگلیس بیاورند اما انتقال آن تا سال ۱۸۲۱ به طول انجامید. شلی این شعر را در رقابت با دوست شاعر خود، هوراس اسمیت (۱۷۷۹ - ۱۸۴۹) نوشت که سونتی در همین زمینه سروده بود. شعر اسمیت چند هفته بعد در همان مجله اگزاماینر به چاپ رسید. هر دو شعر به تاریخ و ستمگری زمان می‌پردازند؛ اینکه تمامی امپراتوری‌ها و مردان مشهور خواهند مرد و آنچه از خود بر جای گذاشته‌اند محو شده و به فراموشی سپرده می‌شود.

## متن اشعار

### شعر هوراس اسمیت

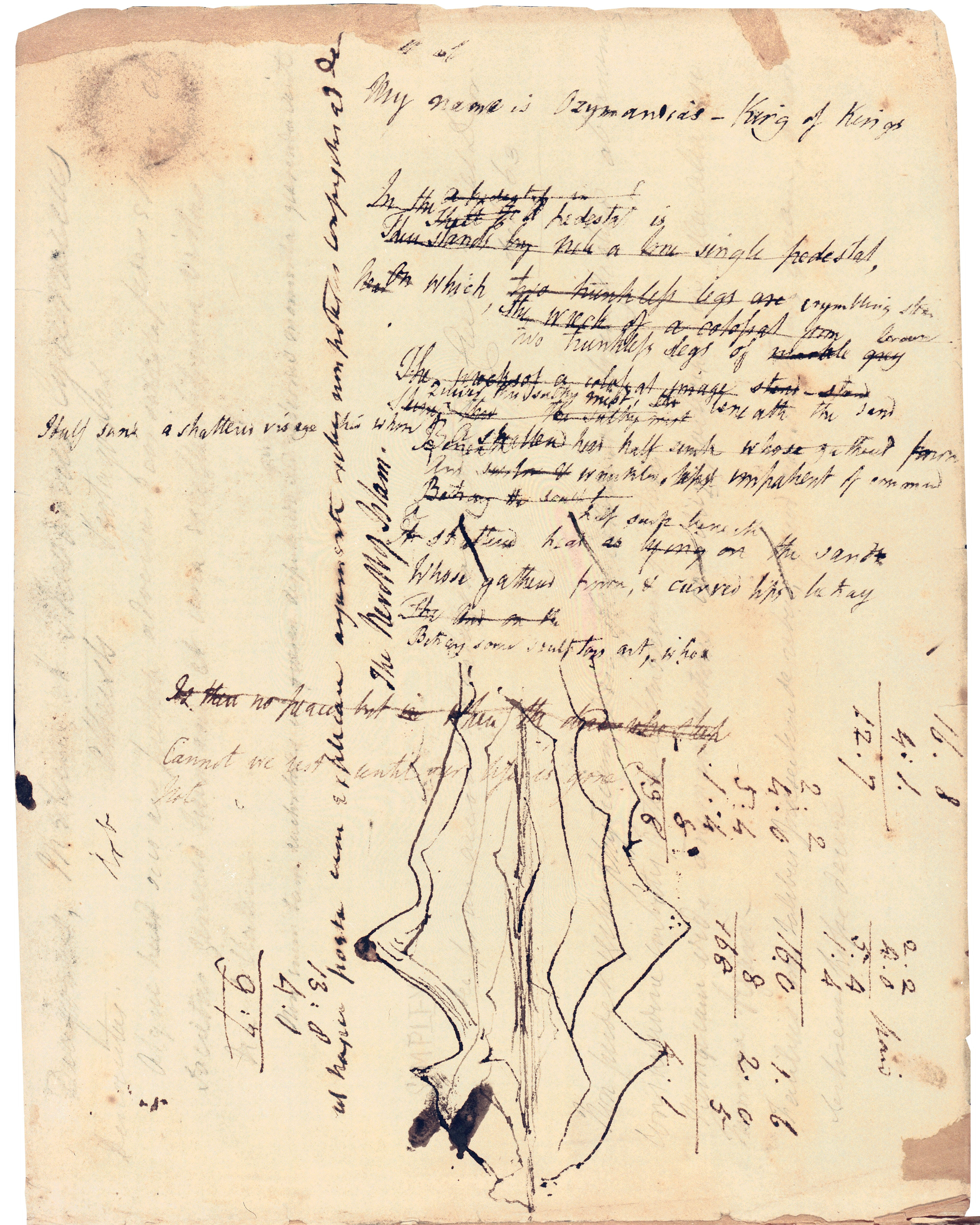
دست نویسی از شعر اوزیماندیاس. اثر پرسی بیش شلی، ۱۸۱۷، کتابخانه بادلین.

IN Egypt's sandy silence, all alone,

Stands a gigantic Leg, which far off throws

The only shadow that the Desert knows:—

"I am great OZYMANDIAS," saith the stone,

"The King of Kings; this mighty City shows

"The wonders of my hand."— The City's gone,—

Nought but the Leg remaining to disclose

The site of this forgotten Babylon.

We wonder,—and some Hunter may express

"Wonder like ours, when thro' the wilderness

Where London stood, holding the Wolf in chace,

He meets some fragment huge, and stops to guess

What powerful but unrecorded race

Once dwelt in that annihilated place.

در سکوت ریگزار مصر،
تک و تنها، پایی سترگ ایستاده، 
که از دور می‌افکند تنها سایه‌ای را که صحرا می‌شناسد: 
«منم عظیم اُزیماندیاس»، 
می‌گوید آن سنگ، 
«شاه شاهان؛ این شهر توانا نشان می‌دهد شگفتی‌های دست مرا.»
شهر رفته است، 
هیچ نمانده جز آن پا که آشکار کند جایگاه این بابل فراموش‌شده را. 
ما در عجبیم،
و شاید روزی شکاری بگوید «عجبی همچون ما، آنگاه که در آن دشت و دمن آنجا که لندن بود، با گرگ در تعقیب، به پاره‌ای بزرگ رسد، 
و بایستد به گمان که چه قوم نیرومند و گمنامی روزی در آن مکان نابودشده می‌زیست.